# 网脉繁缕
网脉繁缕（学名：Stellaria reticulivena）是石竹科繁缕属的植物。分布于台湾岛、不丹、锡金以及中国大陆的浙江等地，目前尚未由人工引种栽培。